# Yandong, Chongqing
Yandong (kinesiska: 岩东) är en socken i sydvästra Kina. Den ligger i Pengshui härad i storstadsområdet Chongqing,  omkring 160 kilometer öster om det centrala stadsdistriktet Yuzhong. Antalet invånare är 7 334. Befolkningen består av 3 513 kvinnor och 3 821 män. Barn under 15 år utgör 25,0 %, vuxna 15-64 år 61 %, och äldre över 65 år 13,0 %.